# گورستان س ورزقان
گورستان س ورزقان مربوط به هزاره اول قبل از میلاد است و در ۱۱۰۰ متری شمال شرقی ورزقان واقع شده و این اثر در تاریخ ۱۲ شهریور ۱۳۸۶ با شمارهٔ ثبت ۱۹۳۳۵ به‌عنوان یکی از آثار ملی ایران به ثبت رسیده است.